# Lasius balearicus
Lasius balearicus és una espècie de formiga de la subfamília dels formicins (Formicinae), endèmica de Mallorca. La seva distribució es restringeix a la Serra de Tramuntana, entre els 800 i 1.400 metres d'altitud. Es tracta de l'única espècie del gènere Lasius endèmica d'alguna illa del Mediterrani.
Degut a l'aïllament geogràfic en alçada i a la poca diversitat genètica intraespecífica, es creu que és una espècie amb un gran risc de desaparèixer en un breu període, situació causada pel canvi climàtic.